# Oost-Europa

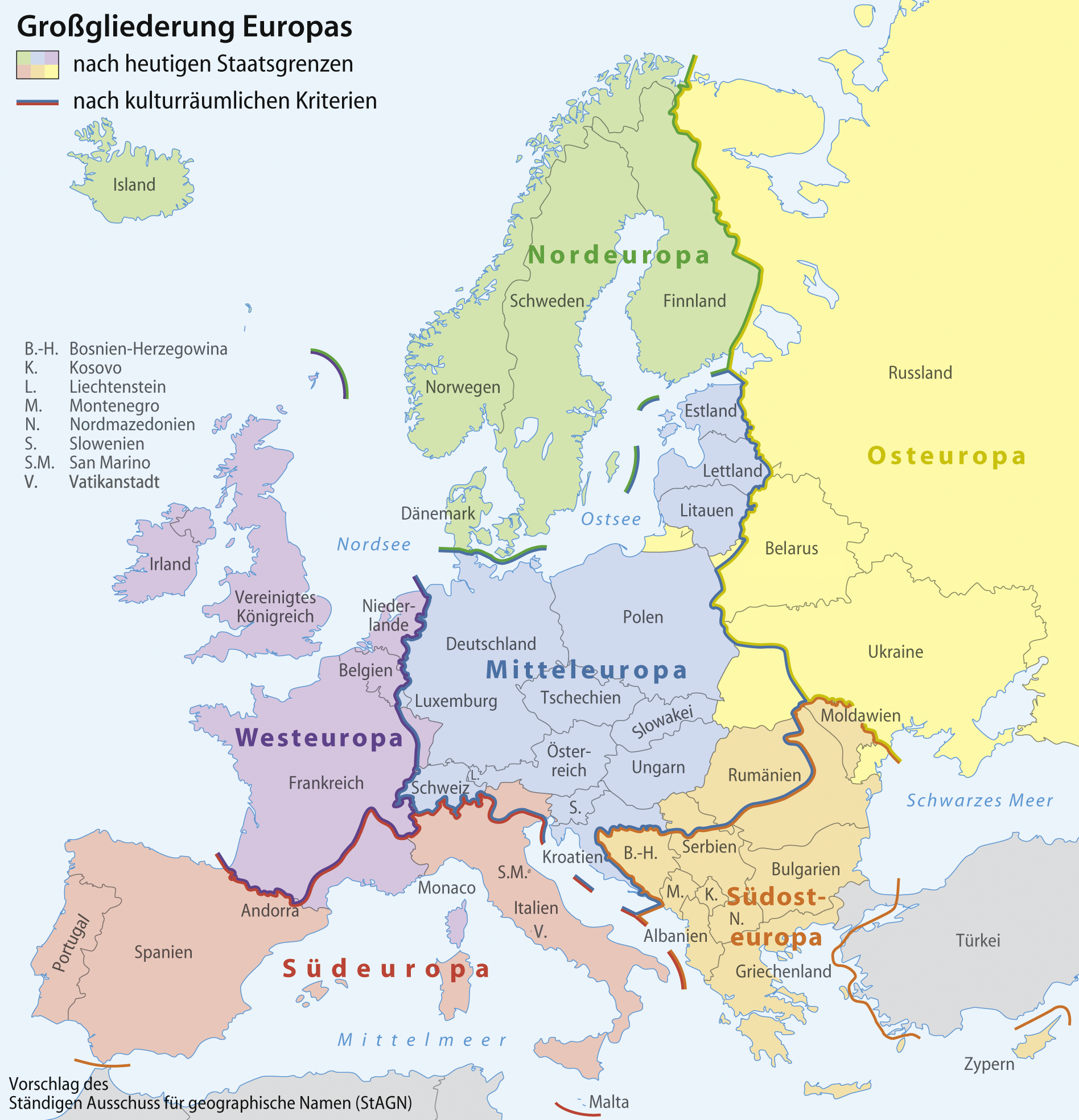
In het geel: Oost-Europa volgens de StAGN

In het rood (en paars): Oost-Europa volgens de Verenigde Naties

Oost-Europa is een omvangrijk deel van het Europese continent. Europees Rusland wordt steeds tot Oost-Europa gerekend; dat gebied alleen beslaat al meer dan 40% van de totale oppervlakte van het Europese continent. De vraag welke landen precies tot Oost-Europa behoren, blijft onderwerp van discussie.

## Huidige definities
Het begrip Oost-Europa heeft geen officiële status, maar wordt gehanteerd door de Verenigde Naties en de Duitse Ständiger Ausschuss für geographische Namen (StAGN).
| Land        | StAGN                 | Verenigde Naties (VN) |
| ----------- | --------------------- | --------------------- |
| Oekraïne    | Ja                    | Ja                    |
| Rusland     | Ja                    | Ja                    |
| Wit-Rusland | Ja                    | Ja                    |
| Bulgarije   | Nee (Centraal-Europa) | Ja                    |
| Hongarije   | Nee (Centraal-Europa) | Ja                    |
| Moldavië    | Nee (Centraal-Europa) | Ja                    |
| Polen       | Nee (Centraal-Europa) | Ja                    |
| Roemenië    | Nee (Centraal-Europa) | Ja                    |
| Slowakije   | Nee (Centraal-Europa) | Ja                    |
| Tsjechië    | Nee (Centraal-Europa) | Ja                    |

De volgende landen liggen volgens zowel de StAGN als de VN in Azië, maar worden toch vaak onder Oost-Europa gerekend:
- Armenië
- Azerbeidzjan
- Georgië
- Kazachstan

## Koude Oorlog
Tijdens de Koude Oorlog was de definitie van Oost-Europa vooral ingegeven door politieke motieven: de kapitalistische landen in Europa werden onder "West-Europa" geclassificeerd, de communistische landen onder "Oost-Europa" - met name wanneer ze aan de Sovjet-Unie gelieerd waren. Zo kwam het dat Finland, Griekenland en zelfs Turkije tot West-Europa werden gerekend, terwijl veel westelijker gelegen landen zoals het toenmalige Tsjecho-Slowakije onder Oost-Europa werden gerekend. Volgens deze definitie liep de grens tussen Oost en West zelfs dwars door Berlijn, waarbij West-Berlijn een West-Europese enclave was, omgeven door Oost-Europees gebied.
De volgende landen werden destijds onder Oost-Europa gerekend:
- Bulgarije
- Hongarije
- Duitse Democratische Republiek
- Polen
- Sovjet-Unie
- Tsjecho-Slowakije
- Roemenië

en, hoewel niet gelieerd aan de Sovjet-Unie:
- Albanië
- Joegoslavië

## Oost-Europese Tijd

In het geel: Oost-Europese Tijd

Het begrip Oost-Europa wordt ook gebruikt in verband met tijdzones. Oost-Europese Tijd komt overeen met UTC+2. De volgende landen hanteren Oost-Europese Tijd (en een deel van het jaar Oost-Europese zomertijd, UTC+3):
- Bulgarije
- Cyprus
- Estland
- Finland
- Wit-Rusland
- Griekenland
- Letland
- Litouwen
- Moldavië
- Oekraïne
- Roemenië
- Turkije

Kaliningrad en Wit-Rusland hanteren Verder-oostelijk-Europese Tijd, die het hele jaar gelijk is aan UTC+3 en dus alleen in de zomer gelijkloopt met Oost-Europese Tijd. Armenië, Georgië en het Europese deel van Rusland (met uitzondering van Kaliningrad) gebruiken het hele jaar Moskoutijd (UTC+4). Azerbeidzjan gebruikt 's winters Moskoutijd, maar zet de klok in het voorjaar een uur vooruit. Het westelijk deel van Kazachstan gebruikt daarentegen het hele jaar West-Aziatische Standaardtijd, UTC+5.

## Richtlijnen voor definities
Ook na het einde van de Koude Oorlog werd, vooral vóór de uitbreiding van de Europese Unie in 2004, nog vaak over "Oost-Europa" gesproken in de definitie uit de tijd van de Koude Oorlog - met dien verstande dat Duitsland na de Duitse hereniging als geheel onder West-Europa werd gerekend. Tegenwoordig is het gebruikelijk om Oost-Europa vooral op culturele gronden te definiëren.
Oost-Europa omvat volgens de StAGN Oekraïne, Rusland en Wit-Rusland. Deze drie landen hebben gemeen dat er een Slavische taal wordt gesproken en een meerderheid van de bevolking oosters-orthodox is. Ook hebben Oekraïne en Wit-Rusland elk een eeuwenoude band met Rusland; Oekraïne werd vroeger wel "Klein-Rusland" genoemd. De landen behoorden ook alle drie tot de in 1991 opgeheven Sovjet-Unie.
Aan deze drie landen wordt soms Moldavië toegevoegd. Ook dit land behoorde tot de Sovjet-Unie. De culturele verwantschap is echter veel geringer, aangezien er Roemeens wordt gesproken - een Romaanse taal. De meerderheid van de bevolking is daarentegen wel oosters-orthodox. Datzelfde geldt ook voor Roemenië, dat weliswaar niet tot de Sovjet-Unie, maar wel tot het Oostblok behoorde. Ook Bulgarije, dat zowel een hoofdzakelijk oosters-orthodoxe bevolking als een Slavische taal kent, wordt vaak tot Oost-Europa gerekend.
Ook in Polen, Slowakije en Tsjechië worden Slavische talen gesproken. Daarom worden deze landen soms ook tot Oost-Europa gerekend. De bevolking is er echter hoofdzakelijk katholiek, en niet orthodox.
Hongarije is orthodox noch Slavisch, maar was tijdens de Koude Oorlog wel gelieerd aan de Sovjet-Unie.
Centraal-Europa ·
Noord-Europa ·
Oost-Europa ·
West-Europa ·
Zuid-Europa ·
Zuidoost-Europa ·
Zuidwest-Europa

Balkan ·
Balticum ·
Britse Eilanden ·
Fennoscandinavië ·
Iberië ·
Kaukasus ·
Nederlanden ·
Noordse landen ·
Romania ·
Scandinavië

MOE-landen ·
Oostblok ·
Westblok